# Saint-Julien-de-Vouvantes
Saint-Julien-de-Vouvantes é uma comuna francesa na região administrativa da Pays de la Loire, no departamento de Loire-Atlantique. Estende-se por uma área de 25,6 km². Em 2010 a comuna tinha 998 habitantes (densidade: 39 hab./km²).